# Gladsaxe Stadion
Gladsaxe Stadion – stadion piłkarski w Gladsaxe, na przedmieściach Kopenhagi, w Danii. Został otwarty 26 maja 1940 roku. Może pomieścić 13 200 widzów. Swoje spotkania rozgrywają na nim piłkarze klubów Akademisk BK i Gladsaxe-Hero BK.
Stadion został zainaugurowany 26 maja 1940 roku. Pierwotnie obiekt posiadał bieżnię lekkoatletyczną. Po zakończeniu II wojny światowej stadion na krótko służył jako miejsce akomodacji 540 niemieckich wysiedleńców z Prus Wschodnich. W 1947 roku bieżnię lekkoatletyczną zaadaptowano na tor żużlowy, na którym odbywały się zawody organizowane przez klub Rapid. Wyścigi motocyklowe organizowano na obiekcie przez około 10 lat. W 1971 roku oddano do użytku stojącą do dziś zadaszoną trybunę po stronie zachodniej. W latach 1998–1999 przebudowano obiekt, likwidując bieżnię lekkoatletyczną i tworząc kolejne nowe trybuny. W 2002 roku obiekt był jedną z aren Mistrzostw Europy U-17. Rozegrano na nim dwa spotkania fazy grupowej oraz mecz o 3. miejsce tego turnieju.